# Torixoréu
Torixoréu – miasto i gmina w Brazylii, w stanie Mato Grosso.